# Forêt d'Andaine
La forêt d'Andaine ou forêt des Andaines (plus rarement orthographiée forêt d'Andenne ou forêt des Andennes) est une forêt domaniale située dans le département de l'Orne et la région Normandie.

## Présentation géographique

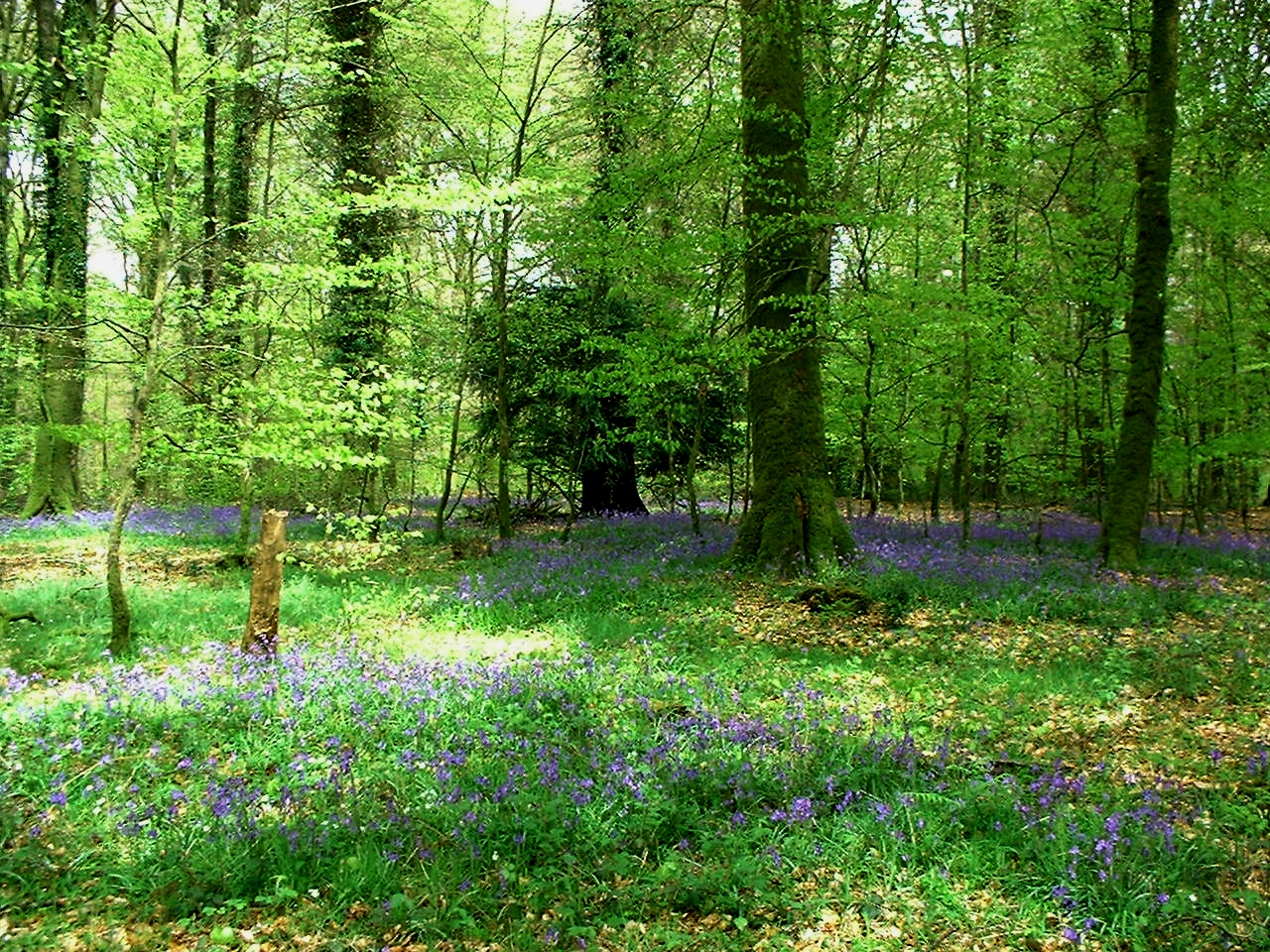
Forêt des Andaines.

Cet ensemble boisé, situé aux confins du Maine et de la Normandie est divisé en deux massifs :
- La forêt d'Andaine proprement dite, de 4 120 ha, qui s'étend à partir de Domfront jusqu'à Bagnoles-de-l'Orne,
- La forêt de la Ferté-Macé, suivie du bois de Magny puis de la forêt de la Motte, à l'est de Bagnoles-de-l'Orne jusqu'à la forêt privée de Monaye en Mayenne, de 1 317 ha.

Le tout forme donc un vaste ensemble forestier de 55 km² au cœur du Parc naturel régional Normandie-Maine et du pays d'Andaine.
C'est ici, dans les gorges de la Vée, à la lisière de la forêt de la Ferté-Macé, qu'est située la station thermale de Bagnoles-de-l'Orne. Elle marque la jonction entre les deux massifs composant la forêt des Andaines. Elle est donc située au cœur d'un ensemble forestier.
Le relief culmine à 304 m au mont en Gérôme.
C'est un ensemble de collines qui suivent un axe est ouest entrecoupé par des cluses plus ou moins importantes, dont celle de Bagnole. Ce système se retrouve au delà de Domfront par la forêt de la Lande Pourrie et se poursuit jusqu'au Mont-Saint-Michel. La région est majoritairement granitique comme en témoigne l'architecture locale mais le grès est aussi très présent et présente à la roche aux loups des blocs du même type que ceux connus des grimpeurs de Fontainebleau.
La forêt est plantée de résineux, majoritaires sur les chênes, les hêtres et les bouleaux. Les résineux sont des pins sylvestres, mais aussi sapins, épicéas dont épicéas de Sitka et un important peuplement de Douglas planté après-guerre en bénéficiant du fond forestier et dont les premiers exemplaires ont été fortement exploité pour du bois à palette dans les scieries environnantes avec un essai de la scierie Mottin à La Ferté-Macé pour commercialiser du lambris de très belle qualité (couleur saumonée). Mais les premiers spécimens, magnifiques, datant d'une cinquantaine d'années auparavant sont observable au carrefour des pépinières.
Les sous-bois sont riches en champignons à l'automne (cèpes de Bordeaux, bolets, lactaires, trompettes...) et autre flore (fleurs sauvages, bruyère...). Le gibier y est aussi abondant (cerfs, biches, chevreuils, sangliers...). La vénerie (chasse à courre, Rallye Cors d'Andaines) y est pratiquée, ainsi que l'équitation, le VTT, l'enduro, l'escalade, la course à pied, etc.
Les sentiers de grande randonnée GR 22, GR 22b et GR 22c (de Paris au Mont-Saint-Michel) la traversent.

## Patrimoine naturel
La forêt d'Andaine est en zone naturelle d'intérêt écologique, faunistique et floristique

## Lieux remarquables

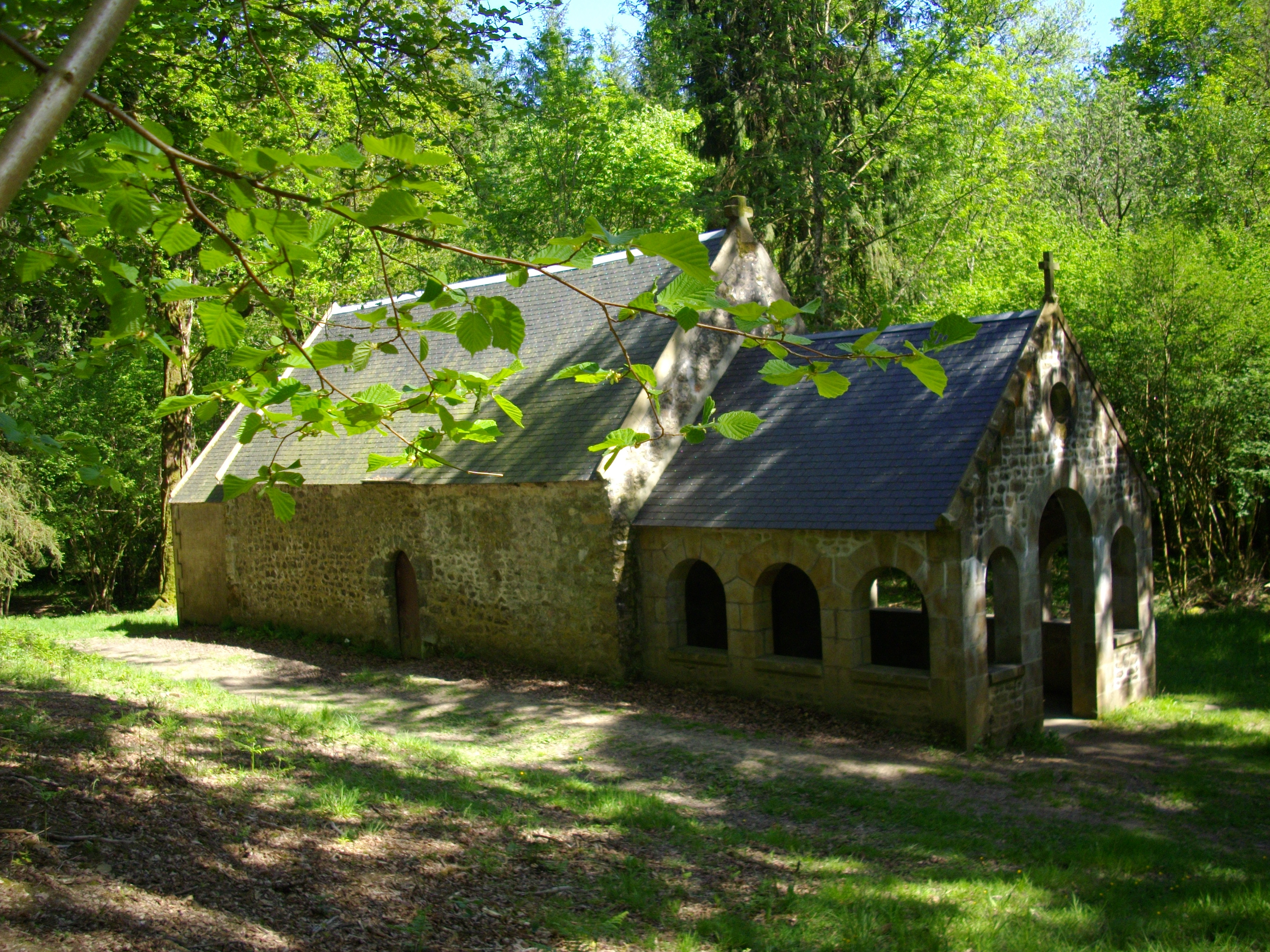
Chapelle Saint-Antoine (bois de Magny).

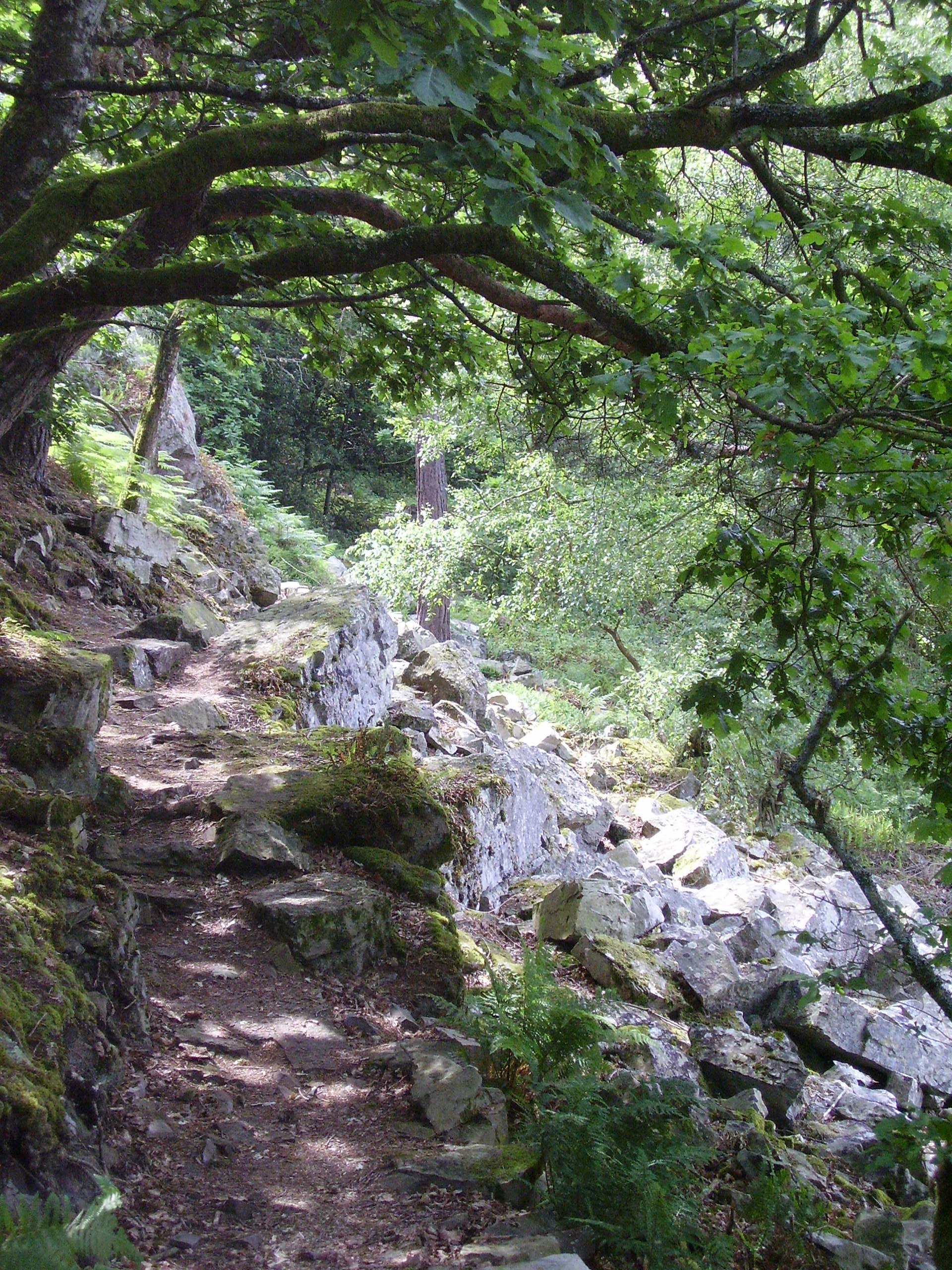
Gorges de Villiers (Bois de Magny).

- La tour de Bonvouloir offre un panorama remarquable sur ses environs,
- La chapelle Sainte-Geneviève,
- La chapelle des friches, d'intérêt mineur,
- La vallée de la Cour, vaste étang dans la forêt, où trône une maison de maître manufacturier textile,
- L'étang de la Forge, son pendant dans le domaine de la métallurgie.
- L'étang de l'Ermitage,
- L'étang de la Brisette, ancienne carrière,
- La chapelle Saint-Antoine, au pied de la rivière de la Gourbe, attire toujours autant de promeneurs qui doivent parcourir un bon kilomètre depuis le goudron avant d'arriver dans la cuvette de la Chapelle, dont la tradition est de laisser une croix faite avec des branches dans le puits aux vœux,
- Les gorges de Villiers, situées à un kilomètre de la chapelle Saint-Antoine en longeant la rivière de la Gourbe, offrant un site préservé de bois, escarpements, rivière et même légendes et source chaude,
- Le chêne Hippolyte, plus vieux chêne de la forêt dont l'âge est estimé à environ 300 ans et dont la circonférence est de 5,26 m à 1,30 m du sol. Il tient son nom du garde forestier qui l'aurait découvert (situation : parcelle 46),
- Le lit de la Gione, mégalithe lié aux légendes locales,
- Les affleurements et falaises rocheux (vallée de la cour, roc au chien, roche aux Dames, roche aux Loups, rochers de l'Ermitage) équipés depuis les années 70-80 pour l'escalade et faisant l'objet de topos,
- L'arboretum de l'Étoile d'Andaines, au carrefour de l'étoile d'où partent nombre de routes,
- Nombre de lieux liés à des légendes concernant la reprises de vitalité (eaux thermales de Bagnoles) mais aussi de sirènes (légende de Carrouges) ou de sabbat (Mont Margantin sous  Domfront). Le nom de la forêt pourrait être rattaché à une de ces légendes.

## Histoire
Le début du siècle voit des essais d'introduction d'essences nouvelles dont le douglas au carrefour des Pépinières. Subsistent aujourd'hui de superbes spécimens, sans rapport avec l'âge des nombreuses plantations qui ont suivi lors du reboisement après guerre, ce sont les seuls à avoir survécu à ce qui suit.
En 1944, pendant la bataille de Normandie, les Allemands installèrent dans la forêt de nombreux dépôts de ravitaillement dont un non loin de Domfront, au nord de Perrou,.
Un autre se situe entre le carrefour de l'Épinette et le chêne Hypolite. Il a été terrassé par des prisonniers sénégalais retenus dans un camp au carrefour de l'Épinette ( secteur Martha s'étendant très à l'est).
Le carrefour du Garde Général, sur la route forestière du Gué Besnard, montre aussi de telles installations. Il s'étendait jusqu'au carrefour de la Pépinière. 
D'autres lieux conservent des traces au nord de Bagnoles (secteur Viktor).
Un dernier, vers La Sauvagère, à la Noé de Livet, est sans terrassement, plus tardif et n'était pas sécurisé[réf. à confirmer]. L'absence de terrassement fait qu'il n'est pas répertorié dans le document principal cité en référence. Il n'est connu que par des témoignages et des vestiges dans le sol.
Ces dépôts ont fait l'objet de bombardements intenses. Sur une photo repérée 52 742 ac,, on voit le bombardement du carrefour des Pépinières sur la RD 908 par une escadrille de bimoteurs. Ce sont des Douglas Havoc A-20G du 645th Bombardment Squadron du 410th Bombardment Group du 97th Combat Bombardment Wing du IX Bomber Command de la Ninth Air Force. Il faisait suite à ceux des 13, 15 (Havoc ) et 25 juin 1944 par des B26 .
Ils ont finalement explosé à l'arrivée de la 1re division d'infanterie US vraisemblablement détruits par les Allemands.
Une étude archéologique et historique de la forêt domaniale des Andaines a comptabilisé près de 900 bunkers et terrassements discrets, fondations, tranchées et autres éléments liés à la construction par l'armée allemande de supports logistiques et en particulier de dépôts de carburant et de munitions. Des documents montrent que ces dépôts étaient administrativement gérés à partir de Bagnoles-de-l'Orne et qu'ils étaient un élément-clé du réseau logistique de la septième armée avant et pendant la campagne de Normandie (juin-août 1944).
C'est encore l'un des témoignages les mieux conservés et les plus vastes de ce type d'installations en Europe de l'Ouest,.